# Wladyslaw Czapliński
Wladyslaw Czapliński (3 de outubro de 1905, Tuchów - 17 de agosto de 1981, Breslávia) foi um historiador polonês,  professor da Universidade de Breslávia e autor de vários livros populares sobre a história da Polônia. 
Ele terminou seus estudos na Universidade Jaguelônica em 1927, durante a Segunda República Polonesa, onde nos anos seguintes seguiu como professor de história. Durante a Segunda Guerra Mundial, atuou na formação da Educação da Polônia durante a Segunda Guerra Mundial. Depois da guerra, ele se mudou para a Breslávia, onde trabalhou na universidade local até sua aposentadoria em 1975. Foi membro do Collegium Invisibile. 
Recebeu muitos prêmios, incluindo títulos honoríficos Honoris causa e o diploma de Universidade de Gdańsk. Especializou-se no século XVII, na história da Dinamarca, Revolta de Khmelnitski, Vladislau IV Vasa e na Guerra dos Trinta Anos. 